# St. Mary’s Church (Swinbrook)

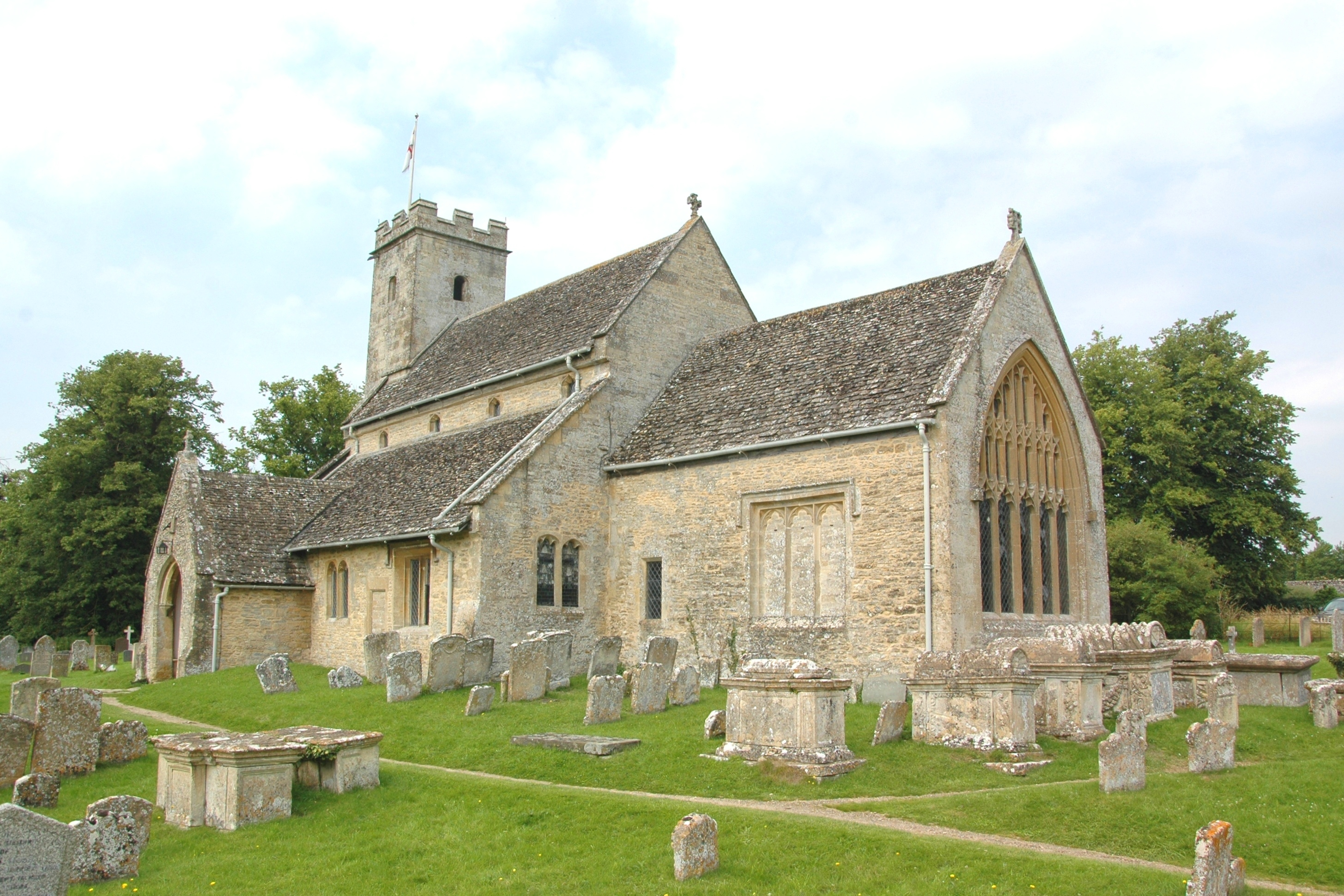
Außenansicht von St. Mary’s von Osten.

Die St. Mary’s Church liegt im Dörfchen Swinbrook (Census 2011: 139 Einwohner) am Fluss Windrush als Teil der Gemeinde Swinbrook and Widford im Westen der Grafschaft Oxfordshire. Sie stammt aus dem frühesten 12. Jahrhundert und gehört zur Pfarrei St John the Baptist Church Burford in der Diözese Oxford der Church of England.
Die Kirche weist einen besonders schmalen Turm im Westen auf. Dieser wurde erst 1822 in kurzer Zeit angebaut, was massive Stützpfeiler erforderte, die das Westfenster deutlich verengen.
Das außergewöhnlich hohe Mittelschiff wird durch frühgotische Bögen, die von runden Pfeilern gestützt werden, von den beiden Seitenschiffen abgeteilt. Auch der breitere Bogen zum Chor hin gleicht denen zu den Seitenschiffen. Im Chor finden sich die Sehenswürdigkeiten dieser Kirche:
- Die Grablegen der Familie Fettiplace.

Die seit 1806 ausgestorbene Familie stammt von einem Bürgermeister von Oxford namens Adam Fettiplace (1245–1268) ab. Anthony Fettiplace († 1510) of Swinbrook and Childrey war Esquire of the Body bei König Heinrich VII. und Sheriff of Berkshire 1497. Nach dem Liber Niger, dem höfischen Handbuch, war seine Aufgabe, „der Person des Königs aufzuwarten, ihn zu kleiden und zu entkleiden und Tag und Nacht zu wachen“. Seine Frau war eine Enkelin von Sir Geoffrey Boleyn, Lord Mayor of London (1457–1458). Dessen Nachkommen wurden Barone von Childrey. 
Die beiden Grablegen der Nordwand zeigen je drei liegende lebensgroße Figuren übereinander. Auf der linken Seite (erbaut 1613) sind dies: Unten Alexander Fettiplace († September 1504), Sohn und Erbe des besagten Anthony Fettiplace, in der Mitte William Fettiplace († Mai 1562) und oben Sir Edmund Fettiplace († Juni 1613). Auf der rechten Seite liegen: Unten John Fettiplace († 1658), der Sohn von Sir Edmund, in der Mitte Baron Sir John Fettiplace († 1672) und oben Baron Sir Edmund Fettiplace  († 1686). An den Statuen ist der Wechsel der Mode über nahezu 200 Jahre abzulesen. Alexander Fettiplace ist noch mit einer elisabethanischen Halskrause abgebildet, während Sohn und Enkel darüber einen hohen Kragen der Tudorzeit tragen, alle aber Schnurrbart. Die Statuen im rechten Grabmal zeigen den Wechsel zur Stuartzeit mit Lockenfrisuren, Jabots und Bartlosigkeit der beiden jüngsten Fettiplaces. An der gegenüberliegenden Südwand findet sich noch ein siebtes Grabmal, nämlich das von Baron Sir George Fettiplace († 1734), das von John Annis aus London gestaltet wurde. Hier wurde hinter der Büste des Verstorbenen ein Tuch mit drei Engelsköpfen angebracht, das aus einem Wappenzelt fällt.
- Die Miserikordien des Chorgestühls.

Das Chorgestühl stammt aus dem früheren Priorat in Burford. Als Hospital mit geistlicher Leitung durch Augustiner möglicherweise 1183 von William, Earl of Gloucester, Enkel von Heinrich I. gegründet, kam ihr Ende bei der Auflösung der religiösen Einrichtungen 1538. Zwischen diesem Zeitpunkt und 1662, als die Kapelle komplett überarbeitet wurde, hat das Chorgestühl seinen Weg nach Swinbrook gefunden. Die meisten der geschnitzten Miserikordien zeigen menschliche Gesichter, es gibt aber auch einen Löwenkopf, Kiefernzapfen oder Fische.